# Cal Roc
|  | Per a altres significats, vegeu «Cal Roc (Belianes)». |

Cal Roc és una masia al municipi de Saldes (Berguedà) inclosa en l'Inventari del Patrimoni Arquitectònic de Catalunya. És una de les moltes masies del municipi de Saldes que e despoblaren a principis del s. XX i que ara tornen a recuperar els seus habitants d'una manera temporal, sobretot durant l'estiu i els caps de setmana. Les terres continuen, però, sense treballar-ne.
Cal Roc és un masia de planta semi quadrada, amb coberta de doble vessant i amb carener perpendicular a la façana. Malgrat que presenta l'estructura d'una masia clàssica, tots els seus elements la caracteritzen com una masia d'alta muntanya, amb pedra pobre i mal treballada. Com a tal, el material per excel·lència, a més de la pedra, és la fusta, que fou utilitzada per a les llindes de portes i finestres. La masia està voltada de pallisses i corts; també segueixen un tipologia pròpia de la zona: cobertes de doble vessant amb dos pisos ben diferenciats i obert el superior per als grans i la palla.